# Indiana Pacers 1995-1996
La stagione 1995-96 degli Indiana Pacers fu la 20ª nella NBA per la franchigia.
Gli Indiana Pacers arrivarono secondi nella Central Division della Eastern Conference con un record di 52-30. Nei play-off persero al primo turno con gli Atlanta Hawks (3-2).

## Roster
| N° | Naz.                   | Ruolo | Sportivo          | Anno | Alt. | Peso |
| -- | ---------------------- | ----- | ----------------- | ---- | ---- | ---- |
| 3  | Stati Uniti (bandiera) | G     | Haywoode Workman  | 1966 | 188  | 82   |
| 4  | Stati Uniti (bandiera) | G     | Travis Best       | 1972 | 180  | 83   |
| 8  | Stati Uniti (bandiera) | GA    | Eddie Johnson     | 1959 | 201  | 98   |
| 9  | Stati Uniti (bandiera) | AC    | Derrick McKey     | 1966 | 206  | 93   |
| 13 | Stati Uniti (bandiera) | G     | Mark Jackson      | 1965 | 185  | 82   |
| 20 | Stati Uniti (bandiera) | G     | Fred Hoiberg      | 1972 | 193  | 92   |
| 22 | Stati Uniti (bandiera) | GA    | Ricky Pierce      | 1959 | 193  | 93   |
| 27 | Stati Uniti (bandiera) | GA    | Duane Ferrell     | 1965 | 201  | 95   |
| 31 | Stati Uniti (bandiera) | GA    | Reggie Miller     | 1965 | 201  | 84   |
| 32 | Stati Uniti (bandiera) | A     | Dale Davis        | 1969 | 211  | 104  |
| 33 | Stati Uniti (bandiera) | AC    | Antonio Davis     | 1968 | 206  | 98   |
| 45 | Paesi Bassi (bandiera) | C     | Rik Smits         | 1966 | 224  | 113  |
| 50 | Stati Uniti (bandiera) | AC    | Adrian Caldwell   | 1966 | 203  | 120  |
| 55 | Stati Uniti (bandiera) | C     | Dwayne Schintzius | 1968 | 216  | 118  |

## Staff tecnico
- Allenatore: Larry Brown
- Vice-allenatori: Gar Heard, Herb Brown, Billy King
- Preparatore atletico: David Craig